# Reinhard Nagel

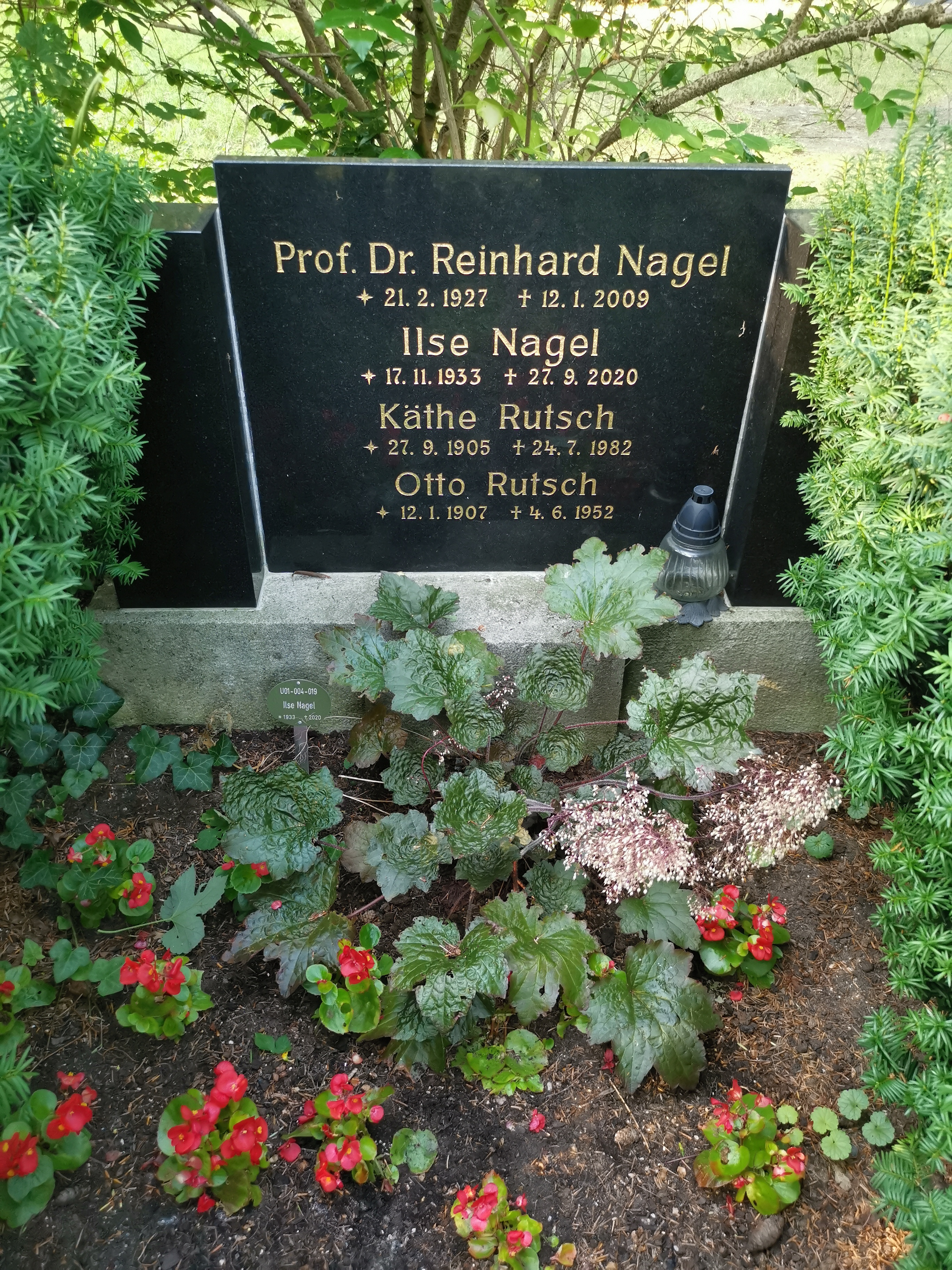
Grab auf dem Friedhof Golgatha-Gnaden, Holländerstraße 36, Berlin-Reinickendorf

Reinhard Nagel (* 21. Februar 1927 in Berlin; † 12. Januar 2009) war ein deutscher Mediziner.

## Leben
Reinhard Nagel studierte Medizin an der Humboldt-Universität zu Berlin und der Freien Universität Berlin. 1953 legte er sein Staatsexamen ab; 1954 wurde er zum Dr. med. promoviert. Von 1953 bis 1961 absolvierte er seine Facharztausbildung am Krankenhaus Westend (heute: DRK Kliniken Berlin). 1961 wurde er Oberarzt in der Urologische Klinik der FU Berlin, erhielt zeitgleich einen Ruf auf die Professur für Urologie an die Universität zu Köln und Leiter der Abteilung Urologie an der Chirurgischen Klinik. Von 1969 bis 1995 war er Ordinarius für Urologie und Direktor der Urologischen Klinik und Poliklinik der FU am Klinikum Charlottenburg, ab 1993 im Rudolf-Virchow-Klinikum.

## Wirken
Nagel wurde bekannt mit seinen Forschungsergebnissen über die Transplantation von Nieren sowie die Diagnostik und Behandlung des Prostatakarzinom.
Er engagierte sich in der Berliner Urologischen Gesellschaft (Ehrenmitglied), der Vereinigung Norddeutscher Urologen, der Deutschen Gesellschaft für Urologie sowie als Mitgründer in der Europäischen Gesellschaft für Urologie (EAU). er war Mitglied des Stiftungsrates der Stiftung C.-E. Alken und Namensgeber sowie Vorsitzender der Reinhard-Nagel-Stiftung der Deutschen Gesellschaft für Urologie.